# Vie et aventures de Salavin
Vie et aventures de Salavin est un cycle romanesque publié par Georges Duhamel entre 1920 et 1932 et composé de cinq romans distincts et d'une nouvelle publiés au Mercure de France.
Le cycle romanesque met en scène le personnage de Salavin, l'un des premiers anti-héros de la littérature française.

## Les cinq tomes du cycle de Salavin
- I. Confession de minuit (1920) et Nouvelle rencontre de Salavin – ce volume fait partie des douze romans retenus dans le Grand prix des Meilleurs romans du demi-siècle décerné en 1950
- II. Deux Hommes (1924)
- III. Journal de Salavin (1927)
- IV. Le Club des Lyonnais (1929)
- V. Tel qu'en lui-même... (1932)

## Résumé
Louis Salavin est un modeste employé de bureau parisien qui, à la suite d'un acte spontané et insensé, est renvoyé de son travail. La solitude et une certaine mise en marge de la société deviennent alors son quotidien, et le poussent à s'interroger sur le sens de sa vie et à se construire un destin. Salavin vit seul avec sa mère, dans un logement modeste de la rue du Pot-de-Fer sur la Montagne Sainte-Geneviève, qui devient le royaume de sa lente dérive. 
Salavin épouse une voisine, Marguerite, mais leur enfant meurt précocement. En prise avec son mal-être existentiel, il va détruire les liens amicaux qui l'unissent à ses proches les plus chers. 
Son errance personnelle le conduit tout d'abord vers un étrange mysticisme ; il veut devenir un saint laïc, tâche utopique et inatteignable, qui le pousse finalement à demander l'aide désespérée de la foi qu'aucune religion ne peut lui apporter. Louis Salavin se tourne ensuite vers un communisme naissant, mais auquel il ne peut adhérer, restant un simple spectateur tourmenté dans son être. 
Il fuit finalement sa vie et son identité, abandonnant son foyer et sa femme en partant sous un nom d'emprunt pour Tunis où il devient gérant de magasin. Malgré l'aide et le don de lui qu'il fait auprès des indigènes du protectorat français, son passé le rattrape et son âme souffrante et insatisfaite finit par le détruire.

## Écriture du cycle
Le premier chapitre de Confession de minuit a été écrit par Duhamel au printemps 1914. La guerre vint interrompre l'écriture du roman, que Duhamel complètera en 1919 et publiera l'année suivante. Une fable, Nouvelle rencontre avec Salavin est ajoutée dans les mois qui suivirent. Dès lors, douze années durant, il s'attèle à la description du personnage de Salavin, parfois presque même contre sa propre volonté. Ainsi, alors qu'il écrit Deux Hommes, dans ce qui deviendra le deuxième tome de la saga, le personnage de Salavin s'impose dans son récit sans que cela ait été conçu par avance, changeant dès lors le cours du roman. Les volumes se succèdent à une fréquence de deux ou trois ans, jusqu'à ce que Georges Duhamel décide de lâcher son « pauvre homme » et « son ami, son frère malheureux » en 1932 pour entamer l'écriture d'un nouveau cycle romanesque Chronique des Pasquier, dont le premier tome est publié en 1933.
Ce cycle romanesque et le personnage de Salavin, l'un des premiers anti-héros de la littérature française, sont fréquemment considérés comme précurseurs et inspirateurs des romans et personnages « existentialistes » de Jean-Paul Sartre, en particulier de Roquetin de La Nausée, et Albert Camus avec La Chute ou L'Étranger, mais aussi de Bardamu du Voyage au bout de la nuit de Céline.

## Éditions deVie et aventures de Salavin
L'édition originale de Vie et aventure de Salavin comprenant l'ensemble des cinq volumes s'est étendue de 1920 à 1932 aux éditions du Mercure de France. Une édition illustrée par Berthold Mahn paraît en 1949 chez l'Union latine d'édition puis une autre illustrée par quarante gravures sur bois de Paulette Humbert en 1959 aux Éditions classiques et contemporaines. Le cycle a été ensuite réédité deux fois intégralement en un volume unique par les éditions Omnibus en 1988 puis 2008 sous la forme d'un ouvrage unique de 832 pages.

## Adaptations pour les écrans
Le cycle Salavin a été adapté deux fois pour la pellicule. En 1963, Pierre Granier-Deferre réalise Les Aventures de Salavin ou La Confession de minuit avec Maurice Biraud, Julien Carette, Mona Dol, et Geneviève Fontanel qui sortira sur les écrans l'année suivante.
Le 15 janvier 1975, est réalisée par André Michel une adaptation faite par Michel Suffran pour le petit écran sous le titre Salavin avec Julien Verdier, Martine de Breteuil, Paul Le Person et Anna Gaylor.